# Onosma frutescens
Onosma frutescens ist eine Pflanzenart aus der Gattung der Lotwurzen (Onosma) in der Familie der Raublattgewächse (Boraginaceae).

## Beschreibung
Onosma frutescens ist eine ausdauernde Pflanze, mit einem schlanken, verzweigten, holzigen Wurzelstock. Die blütentragenden Stängel erreichen Wuchshöhen von 10 bis 25 cm. Sie sind aufrecht, einfach, fein behaart und mit abstehenden, 1 bis 3 mm langen Borsten behaart. Die Laubblätter sind 20 bis 70 mm lang und 4 bis 10 mm breit, linealisch- oder lang gestreckt-lanzettlich, flaumhaarig und borstig behaart.
Die Blütenstände sind unverzweigt oder mit wenigen kurzen Verzweigungen versehen. Die Blütenstiele sind 5 bis 8 mm lang, die Tragblätter stehen nicht über den Kelch hinaus. Dieser ist zur Blütezeit 10 bis 15 mm lang, zur Fruchtreife 12 bis 16 mm. Die Krone ist 16 bis 21 mm lang, blass gelb und mit purpur überhaucht. Sie ist unbehaart und in etwa 1½-mal so lang wie der Kelch.
Die Früchte sind etwa 5 mm lange, glatte Nüsschen.

## Vorkommen
Die Art ist in Mittel- und Südgriechenland, in der Ägäis, auf Kreta, in der Türkei, in Syrien, im Libanon und in Israel verbreitet.